# Monarda russeliana
Monarda russeliana là một loài thực vật có hoa trong họ Hoa môi. Loài này được Nutt. mô tả khoa học đầu tiên năm 1835.